# Tyflokartografia
Tyflokartografia (także: kartografia tłoczona; od gr. typhlos – ślepy, niewidomy) – dział kartografii zajmujący się opracowywaniem tyflomap, czyli map dla osób niewidomych i słabowidzących.
Tyflokartografia analizuje sposoby, w jaki osoby z poważnymi wadami wzroku poznają mapy. Nauka ta bada również różnice pomiędzy czytaniem mapy za pomocą zdrowego, uszkodzonego i niefunkcjonującego zupełnie wzroku, z użyciem dotyku oraz technikami mieszanymi. Na podstawie powziętych obserwacji wypracowuje rozwiązania redakcyjne, graficzne i stosowne technologie, dostosowane w sposób optymalny do zastosowania w wytwarzaniu map przeznaczonych dla osób z uszkodzeniami wzroku. Rezultatem działań tyflokartografii jest tworzenie zbiorów zasad, wytycznych i wskazówek, związanych z projektowaniem znaków, doborem odpowiednich metod kartograficznych, umieszcaniem i formą napisów, generalizacją elementów treściowych map, itp. Wpływać to ma na tworzenie utworów kartograficznych (w tym np. pomocy naukowych) jak najbardziej dostosowanych do potrzeb grupy osób niewidomych i słabowidzących.
Historyczne zbiory tyflokartograficzne pozostają w kolekcji Muzeum Tyflologicznego w Owińskach.